# Селараян, Лукас
Лукас Мануэль Селараян (исп. Lucas Manuel Zelarayán, арм. Լուկաս Մանուել Սելարայան; род. 20 июня 1992, Кордова, Аргентина) — армянский и аргентинский футболист, полузащитник клуба «Бельграно» и сборной Армении.

## Клубная карьера
Селараян начал профессиональную карьеру в клубе «Бельграно». В 2012 году он был включён в заявку основной команды на сезон. 26 апреля в поединке Кубка Аргентины против «Росарио Сентраль» Селараян дебютировал за «Бельграно», заменив во втором тайме Лукаса Пароди. 1 марта 2013 года в матче против «Ньюэллс Олд Бойз» Лукас дебютировал в аргентинской Примере. 7 апреля 2014 года в поединке против «Ривер Плейта» он забил свой первый гол за «Бельграно». В декабре 2014 года Селараян продлил контракт с «Бельграно» до 2018 года.
21 декабря 2015 года Селараян перешёл в мексиканский «УАНЛ Тигрес». Сумма трансфера составила 4,5 млн евро. 10 января 2016 года в матче против «Толуки» он дебютировал в Примере, заменив во втором тайме Рафаэла Собиса. 6 февраля в поединке против «Чьяпаса» Лукас забил свой первый гол за «тигров». В том же году он помог клубу выиграть чемпионат, а спустя год ещё Лукас повторил успех.
20 декабря 2019 года Селараян перешёл в клуб MLS «Коламбус Крю», подписав контракт по правилу назначенного игрока. По сведениям прессы сумма трансфера составила рекордные для франшизы $7 млн. Свой дебют в главной лиге США, 1 марта 2020 года в матче стартового тура сезона против «Нью-Йорк Сити», он отметил голом. По итогам сезона 2020, в котором забил шесть голов и отдал четыре голевые передачи в 16-ти матчах, Селараян был назван новоприбывшим игроком года в MLS. Он помог «Коламбус Крю» завоевать чемпионский титул — в Кубке MLS 2020 против «Сиэтл Саундерс» забил два мяча и отдал результативную передачу, за что был признан самым ценным игроком матча. Селараян был отобран на Матч всех звёзд MLS 2021, в котором звёзды MLS встретились со звёздами Лиги MX. 2 декабря 2021 года он подписал с «Коламбус Крю» новый трёхлетний контракт до конца сезона 2024 с опцией продления на сезон 2025. В феврале — марте 2022 года Селараян забил четыре гола и отдал две голевые передачи в четырёх матчах, за что был назван игроком месяца в MLS. Селараян был отобран на Матч всех звёзд MLS 2023, в котором команда звёзд MLS принимала английский «Арсенал».
31 июля 2023 года Селараян перешёл в клуб чемпионата Саудовской Аравии «Аль-Фатех» за нераскрытую плату.
В январе 2025 года вернулся в аргентинский клуб «Бельграно» (Кордова) на правах свободного агента, где Лукас и начинал свою карьеру.

## Международная карьера
В июне 2020 года главный тренер сборной Армении Хоакин Капаррос сообщил, что Лукас Селараян будет приглашён в сборную. 28 сентября 2021 года Селараян официально заявил, что будет выступать за сборную Армении. За сборную Армении он дебютировал 8 октября 2021 года в матче квалификации чемпионата мира 2022 против сборной Исландии, отметившись голевой передачей.
16 июня 2023 года в отборочном матче чемпионата Европы 2024 против сборной Уэльса Лукас сделал «дубль», забив свои первые голы за национальную сборную.

### Голы за сборную Армении
| #  | Дата         | Место                        | Противник | Счёт | Результат | Соревнование                        |
| -- | ------------ | ---------------------------- | --------- | ---- | --------- | ----------------------------------- |
| 1. | 16 июня 2023 | Кардифф Сити, Кардифф, Уэльс | Уэльс     | 1:1  | 2:4       | Чемпионат Европы 2024. Квалификация |
| 2. | 16 июня 2023 | Кардифф Сити, Кардифф, Уэльс | Уэльс     | 2:4  | 2:4       | Чемпионат Европы 2024. Квалификация |

## Достижения
Командные
«УАНЛ Тигрес»
- Чемпион Мексики (3): апертура 2016, апертура 2017, клаусура 2019
- Чемпион чемпионов (3): 2016, 2017, 2018

«Коламбус Крю»
- Чемпион MLS (обладатель Кубка MLS): 2020
- Обладатель Campeones Cup: 2021

Индивидуальные
- Новоприбывший игрок года в MLS: 2020
- Самый ценный игрок Кубка MLS: 2020
- Участник Матча всех звёзд MLS: 2021, 2023
- Игрок месяца в MLS: февраль/март 2022